# Cârța (Harghita)
Cârța (in ungherese Karcfalva oppure Csíkkarcfalva, in tedesco Kerz) è un comune della Romania di 2 708 abitanti, ubicato nel distretto di Harghita, nella regione storica della Transilvania.
Il comune è formato dall'unione di due villaggi, Cârța e Ineu.
La maggioranza della popolazione (oltre il 98%) è di etnia seclera.